# Conus ernesti
Conus ernesti é uma espécie de gastrópode do gênero Conus, pertencente à família Conidae.